# Microsoft Windows Server 2012
Windows Server 2012（ウィンドウズ サーバー 2012）は、マイクロソフトが発売しているサーバー向けオペレーティングシステムである。クライアント用オペレーティングシステムであるWindows 8のサーバー向けの位置づけであり、同社 Windows Server 2008 R2 の後継である。

## 概要
Windows 2000以降、初めて Itanium のサポートがない Windows Server である。開発コードネームは「Windows Server 8」だった。2011年9月9日にデベロッパープレビュー、2012年2月29日にベータ版、6月1日に Release Candidate が公開され、2012年夏にRTMが完成した。2012年9月5日よりボリュームライセンスの販売を開始、パッケージはWindows 8に先行し、9月26日より発売された。

## 新機能

### ユーザーインターフェイス
サーバーマネージャーが再設計され複数サーバーの管理が容易になった。Server Core モードでインストールしない限り、Windows 8 のように Modern UI が利用可能になった。Windows Server 2008 R2 では 200 程度だった Windows PowerShell のコマンドレット数は 2300 に増加し、自動補完もついた。

### エディション
Windows Server 2012よりWindows 8と同様、エディション構成がシンプル化されている。
- Windows Server 2012 Datacenter
  - 「Standard」の上位版。機能面で大きな違いはない。
- Windows Server 2012 Standard
  - プロセッサライセンスとCALが提供され、1つのプロセッサライセンスで2基までのCPUをカバーする。
- Windows Server 2012 Essentials
  - 中小企業向けエディション。機能を統合させるため、「Windows Home Server」の新バージョンの開発は行わず、2013年12月31日で提供を終了する。
- Windows Server 2012 Foundation
  - OEM専用エディション。

### インストールオプション
Windows Server 2008 R2 とは異なり、Windows Server 2012 は Server Core と GUI インストールを再インストールすることなく切り替えることができる。さらに第3のインストールオプションとして Microsoft 管理コンソール (MMC) とサーバーマネージャーは走らせることができるが、Windows Explorer や他の GUI シェルなしという選択肢がある。

### IP アドレス管理 (IPAM)
IPアドレス管理の新しいロールが搭載された。IPv4 と IPv6 の両方がサポートされている。

### ReFS
ReFS（Resilient File System、元の開発コードは “Protogon”）は元々はファイルサーバー向けだった、新しいファイルシステムであり、NTFS を改良したものになっている。

## システム要件
32ビットや Itanium のサポートがない。
- CPU - x64、1.4GHz以上
- メモリ - 512MB以上
- ストレージ - 32GB以上

## Windows Server 2012 R2
2013年10月17日、Windows Server 2012 R2 がリリースされた。2013年6月3日に TechEd North America で発表された。Windows 8.1をベースとしている。
2013年5月31日に発行された Windows Server 2012 R2 データシートによれば、このOSには Essentials、Standard、Datacenter の3つのエディションがある。Windows Server 2012 と同様に、Datacenter と Standard エディションは機能的には同一であるが、ライセンスにより仮想化権限の違いがある。Essentials エディションはいくつかの制限付きで Datacenter と Standard 製品と同じ機能を備えている。
Windows 8に無償で提供されたWindows 8.1と異なり、Windows Server 2012とは別製品として提供されるため、Windows Server 2012から無償でアップグレードすることはできない。

## 参照
1. ↑  Windows Server 2012 サポート ライフサイクル
2. ↑  WIndows Server 8 Screenshot Leak Shows New UI
3. ↑  Wilhelm, Alex (2011年9月9日). “Windows Server 8 Screenshot leaks”. Leaked Windows Server 8 screenshot shows off Metro-infused UI.   The Next Web. pp. 1. 2012年1月1日閲覧。
4. 1 2  Thurott, Paul (2011年11月2日). “Windows Server "8" Preview (Unedited, Complete Version)”.   Paul Thurott's Supersite for Windows. pp. 1. 2012年1月1日閲覧。
5. ↑  (Stanek 2012, pp. 40–42, 55–57)
6. 1 2  Bisson, Simon (2011年9月14日). “Windows 8 Server Developer Preview”.   ZDNet. pp. 2. 2012年1月1日閲覧。
7. ↑  Verma, Surendra (2012年1月16日). “Building the next generation file system for Windows: ReFS”.   Building Windows 8 Blog. 2012年3月2日閲覧。
8. ↑  サポート ライフサイクル検索
9. ↑  Damien Caro (2013年6月10日). “Windows Server 2012 R2–First look - Damien Caro's Blog - Site Home - TechNet Blogs”.   Blogs.technet.com. 2013年6月25日閲覧。
10. ↑  “Cloud Optimize Your Business”.   Microsoft. 2013年8月2日閲覧。
11. ↑  “Windows Server 2012 R2 ライセンス データシート”.   Microsoft. 2013年11月23日閲覧。
12. ↑  Mackie, Kurt (2013年6月20日). “Microsoft Enhancing Windows Server 2012 R2 Essentials for SMBs”.   Redmondmag.com. 2013年6月25日閲覧。